# Palaeosinopa
Palaeosinopa (лат.) — вымерший род плацентарных млекопитающих, принадлежащих к семейству Pantolestidae. Вели полуводный образ жизни. Их рацион состоял из водных и полуводных организмов. Они жили с палеоцена по эоцен, от 59,24 до 48,07 миллионов лет назад. Их ископаемые кости найдены в палеоценовых отложениях на территории США в штатах Монтана и Вайоминг, а также Канады (Саскачеван). Эоценовые представители рода известны из Бельгии, Канады (Северо-Западные территории), Франции, Великобритании, США (штаты Колорадо, Миссисипи, Северная Дакота, Вирджиния, Вайоминг).

## Виды

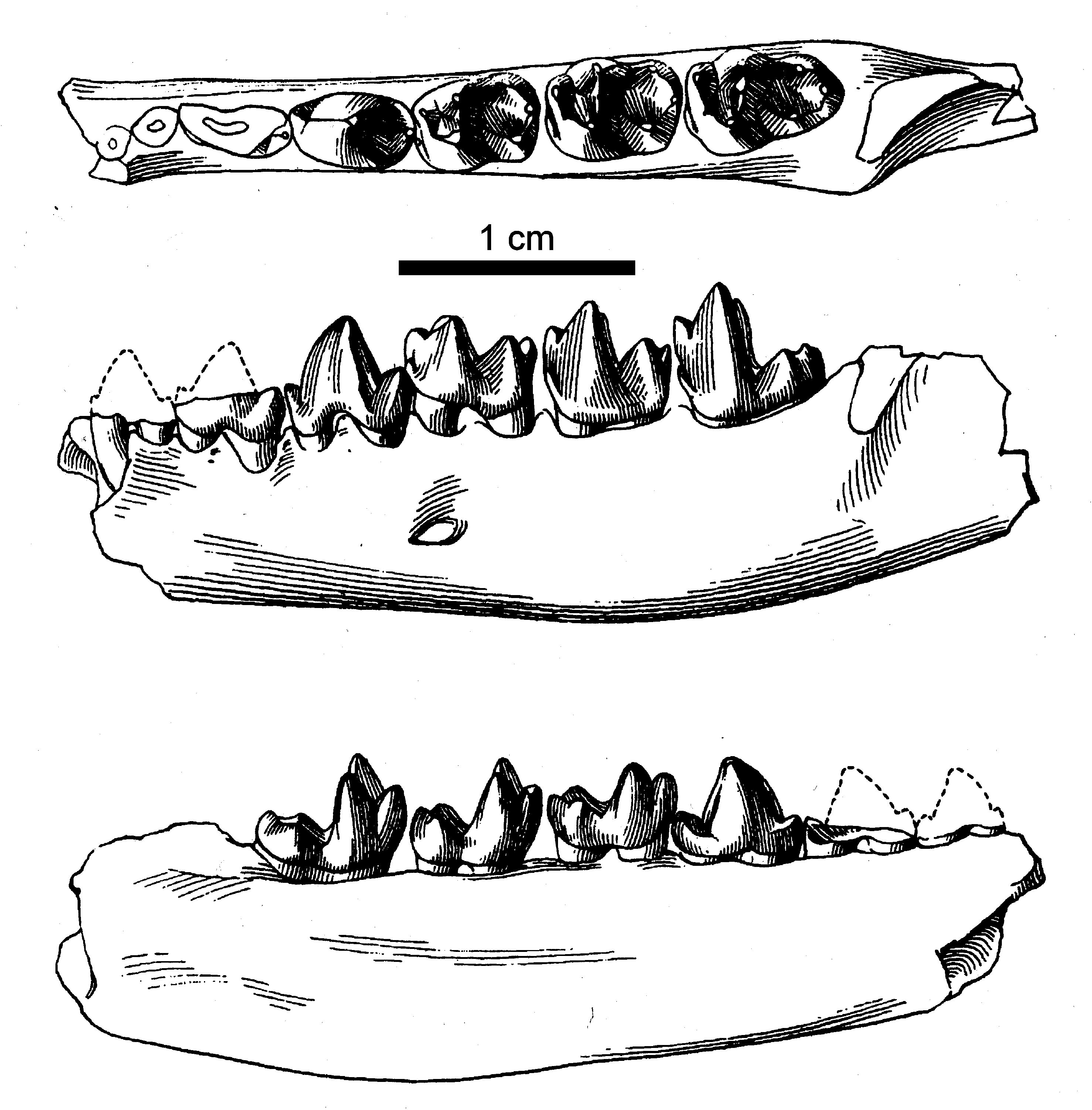
Нижняя челюсть P. veterrima

Согласно данным сайта Paleobiology Database, на май 2025 года в род включают 10 вымерших видов:
- Palaeosinopa aestuarium Beard & Dawson, 2009
- Palaeosinopa didelphoides Cope, 1881
- Palaeosinopa dorri Gingerich, 1980
- Palaeosinopa incerta Bown & Schankler, 1982
- Palaeosinopa lacus Gunnell et al., 2016
- Palaeosinopa lutreola Matthew, 1918
- Palaeosinopa nunavutensis Eberle & McKenna, 2002
- Palaeosinopa reclusum Rankin, 2014
- Palaeosinopa russelli Smith, 1997
- Palaeosinopa veterrima Matthew, 1901